# Chthonius kemza
Chthonius kemza är en spindeldjursart som beskrevs av Curcic, Lee och Makarov 1993. Chthonius kemza ingår i släktet Chthonius och familjen käkklokrypare. Inga underarter finns listade i Catalogue of Life.